# 保罗·切凯托
保罗·切凯托（義大利語：Paolo Cecchetto，1967年7月19日—），意大利男子自行车运动员。他曾代表意大利参加2012年、2016年和2020年夏季残疾人奥林匹克运动会自行车比赛，获得二枚金牌。